# Lijst van straten in Nunspeet
Dit is een lijst van straten in de gemeente Nunspeet en hun oorsprong/betekenis. De lijst is onderverdeeld in:
- Nunspeet
- Hulshorst

## Nunspeet
- Aarweg -
- Acacialaan - acacia, loofboom
- Albert Neuhuyslaan - Albert Neuhuys, een van de bekendste kunstschilders uit de Larense School, werkte in de gemeente Nunspeet
- Albertlaan - Lid Belgische koningshuis. De weg ligt op de plek waar in de Eerste Wereldoorlog Vluchtoord Nunspeet stond
- Ampèrestraat - André-Marie Ampère
- Arthur Briëtstraat - Arthur Briët, Nederlands schilder, woonde en werkte jarenlang in Nunspeet
- Astridlaan - Lid Belgische koningshuis. De weg ligt op de plek waar in de Eerste Wereldoorlog Vluchtoord Nunspeet stond
- Bachlaan - Johann Sebastian Bach (Eisenach, 21 maart 1685 - Leipzig, 28 juli 1750) was een Duitse componist van barokmuziek, organist, klavecinist, violist, muziekpedagoog en dirigent.
- Beethovenlaan - Ludwig van Beethoven (Bonn, 16 december 1770 – Wenen, 26 maart 1827) was een Duitse componist, musicus, virtuoos en dirigent.
- Belvedèrelaan - een locatie die een mooi uitzicht biedt of het bouwwerk op die plek, zie: Belvedère (architectuur) Op deze laan stond lange tijd een uitzichttoren
- Ben Viegersstraat - Ben Viegers was een Nederlandse kunstschilder, woonde en werkte in Nunspeet
- Berenbosweg -
- Bergakkerweg -
- Berkenlaantje - berk, boomsoort
- Beukenlaan - beukenboom
- Bloemhofweg -
- Boshuisweg - van het Groene Laantje naar de Gerard Vethlaan
- Bosweg -
- Boterdijk -
- Boudewijnplantsoen - Lid Belgische koningshuis. De weg ligt op de plek waar in de Eerste Wereldoorlog Vluchtoord Nunspeet stond
- Bovenweg -
- Brandsweg - heel oude benaming. Heeft niets te maken met de kunstenaar Eugene Brands die jarenlang aan deze weg heeft gewoond.
- Bremhoek - brem, plant
- Brinkersweg -de weg om de oude Brink
- Brouwerskamp -
- Chopin-erf - Frédéric Chopin (1810-1849) - Pools componist en pianist uit de Romantiek
- Colijnstraat - Hendrik Colijn, Nederlands militair, topfunctionaris en politicus van de Anti-Revolutionaire Partij (ARP).
- Da Costastraat - Isaäc da Costa, dichter, kerkhervormer
- Dalweg -
- De Buntehof -
- De Savornin Lohmanstraat - Alexander de Savornin Lohman (Groningen, 29 mei 1837 – Den Haag, 11 juni 1924) was een de belangrijkste voormannen van de CHU begin twintigste eeuw.
- De Steiger -
- De Veluwse Heuvel -
- De Visserlaan -
- Dokter Huisinghlaan - Sjoerd Huisingh, huisarts in Nunspeet.[1]
- Dokter van Loonweg - Jan Sijgbert van Loon, huisarts en gemeente-geneesheer te Nunspeet.
- Dorpspad -
- Dorpsstraat -
- Dr. Schutlaan - Dr Hans Schut, de geneesheer-directeur van Sanatorium Erica mecenas van de kunstschilder Jaap Dooijewaard.[2]
- Dreeslaan - Willem Drees (Amsterdam, 5 juli 1886 - Den Haag, 14 mei 1988) was een Nederlandse politicus voor de SDAP en de latere PvdA.
- Driestweg - een driest is een weiland dat van tijd tot tijd braak wordt gelegd
- Driftweg -
- Ds de Bouterlaan -
- Ds. Martiniuslaan -
- Duinweg -
- Edisonweg - Thomas Edison
- Eeckelhagen -
- Eekschillersweg - veel Eekschillers kwamen destijds uit Nunspeet en omgeving
- Eerste Dwarspad - Destijds een pad vanaf de Enkweg rechtstreeks naar de Dorpskerk
- Eikbosserweg -
- Elburgerweg - naar Elburg
- Elisabethlaan - Lid Belgische koningshuis. De weg ligt op de plek waar in de Eerste Wereldoorlog Vluchtoord Nunspeet stond
- Elspeterweg - naar Elspeet
- Energieweg -
- Enkweg - hier lagen akkers op de zogenaamde enk
- Eperweg - naar Epe
- Ericaweg - dophei (Erica) is een geslacht uit de heifamilie (Ericaceae). Ericaweg heeft de naam door het vroegere sanatorium Erica aan deze weg
- Esdoornlaan - esdoorn (geslacht), loofboom
- F.A. Molijnlaan - François Adriaan Molijn is vooral bekend geworden als de stichter van de Veluvine verffabriek in Nunspeet. Molijn heeft een belangrijke rol gespeeld bij de ontwikkeling van Nunspeet.
- Fabiolalaan - Lid Belgische koningshuis. De weg ligt op de plek waar in de Eerste Wereldoorlog Vluchtoord Nunspeet stond
- Feithenhofweg  - genoemd naar het in Elburg gevestigde Feithenhof, dat in Nunspeet diverse stukken grond bezat
- Frans Huismansstraat - Frans Huysmans was een Nederlands kunstschilder die verwant is met de Bergense School. Hij signeerde en schreef zijn naam altijd als "Huysmans" (met y), maar bij de burgerlijke stand stond hij ingeschreven onder de naam "Huismans" (met i). Woonde en werkte in Nunspeet
- Galvaniweg - Luigi Galvani, Italiaans arts en natuurwetenschapper.
- George Breitnerstraat - George Breitner, Nederlands kunstschilder
- Gerard Vethlaan - Gerard Veth, architect uit Dordrecht. Verhuisde in 1947 vestigt in het Dakhuus aan het Berkenlaantje in Nunspeet, dat al sinds 1919 eigendom was van Gerard.[3]
- Gerbrandystraat - Pieter Sjoerds Gerbrandy, premier
- Glindeweg -
- Groen van Prinstererstraat - Guillaume Groen van Prinsterer, antirevolutionair Nederlands politicus en historicus.
- Groenelaantje -
- Grote-Bunteweg - genoemd naar het landhuis Grote Bunte in Nunspeet, o.a. bewoond door Molijn en Vitringa
- Gruppendelerweg -
- Halmlaan -
- Hardenbrinkweg -
- Harderwijkerweg - naar Harderwijk
- Haverkamp - lokale aanduiding
- Hazelaarweg - Hazelaar (plant), een in West-Europa autochtone heester uit de berkenfamilie (Betulaceae)
- Heemskerklaan -
- Heetveldlaan -
- Heidelaan -
- Het Groene Portaal -
- Heuvelweg -
- Hoge Bijsselse-pad - kasteel De Bijssel heeft vermoedelijk gestaan bij de oude Zuiderzeekust, de restanten van de slotgracht zijn bij het Spijkerwegje.[4]
- Hoogwolde -
- Houtersweg -
- Hullerweg -
- Hulstweg -
- Ilexplein - Ilex is een geslacht van ongeveer vierhonderd soorten bloeiende planten uit de hulstfamilie (Aquifoliaceae).
- Industrieweg -
- Israëlserf - Jozef Israëls, Nederlands kunstschilder
- Ittmannserf - genoemd naar hotel Ittmann aan de Laan, ook wel genoemd het Paleis van Soestdijk van Nunspeet
- Jan Mankesstraat - Jan Mankes, Fries kunstschilder, heeft korte tijd om gezondheidsredenen (TBC) in Nunspeet gewoond
- Jan Topweg -
- Jan van Vuurenstraat - Jan van Vuuren, Nunspeets kunstschilder. Hij is vooral bekend geworden met zijn olieverfschilderijen van Veluwse landschappen en stadsgezichten van het stadje Elburg.
- Jasmijnweg - Jasminum, een plantengeslacht
- Johan Frisoplein -
- Jongkindhoek - Johan Barthold Jongkind was een Nederlands kunstschilder
- Jos Lussenburglaan - Nunspeetse kunstschilder Jos Lussenburg
- Kamperfoelieweg - kamperfoelie, plantensoort
- Kastanjelaan - paardenkastanje, loofboom
- Kempenlaan - streek in België. De weg ligt op de plek waar in de Eerste Wereldoorlog Vluchtoord Nunspeet stond
- Kerkpad -
- Kienschulpenweg -
- Klaproosweg - klaproos, plantensoort
- Klaterweg -
- Kolmansweg -
- Koningin Beatrixstraat - Beatrix der Nederlanden
- Koningin Emmahof - Emma van Waldeck-Pyrmont
- Koningin Julianastraat - Juliana der Nederlanden
- Koningin Wilhelminalaan - Wilhelmina der Nederlanden
- Korenlaan -
- Korteweg -
- Krommeweg -
- Kroonlaan - genoemd naar bakkersfamilie Kroon, die aan de Dorpsstraat omstreeks 1800 een bakkerij hebben geëxploiteerd
- Kuntzestraat - oud-burgemeester van de gemeente Ermelo (Nunspeet) Carl Erich Eberhard Kuntze
- Kuyperstraat - Abraham Kuyper, staatsman
- Laan -
- Lagerweybospad - genoemd naar de Utrechter leerlooier Lagerwey, eigenaar van een flink stuk van het huidige Zandenbos
- Larikserf - lariks, naaldboom
- Leopoldlaan - Lid Belgische koningshuis. De weg ligt op de plek waar in de Eerste Wereldoorlog Vluchtoord Nunspeet stond
- Lieve Vrouwenerf - de naam van het klooster, dat hier in de middeleeuwen zou hebben gestaan
- Ligusterweg - liguster, plantensoort
- Lijsterbesweg - lijsterbes
- Lindelaan -
- Lindenhof -
- Lugtenbergweg -
- Lupineweg - lupine
- Mackaystraat - Constantijn Willem Ferdinand Mackay, burgemeester
- Marconiweg - Guglielmo Marconi, Italiaans uitvinder
- Marishof - Nederlands kunstschilder
- Marktstraat - voor de komst van het gemeentehuis was hier de weekmarkt
- Martensweg - oud-burgemeester gemeente Ermelo (Nunspeet)
- Mauvekant - Nederlands kunstschilder Anton Mauve
- Meester Drostweg -
- Meester Meijerplein - schoolmeester van de openbare basisschool, de plek waar dit plein zich thans bevindt
- Meidoornerf - meidoorn
- Mesdaghout - Hendrik Willem Mesdag Nederlands kunstschilder
- Molenweg - weg naar molen
- Molshagen -
- Mozartlaan - componist
- Mythsteelaan - De Mythstee is een voormalig archeologisch terrein in een bos op de Veluwe, even ten zuiden van Nunspeet
- Van der Mijll Dekkerhof - Kitty van der Mijll Dekker, textielkunstenaresse uit Nunspeet
- Naaldhof - gelegen op de locatie van voormalig landhuis De Naaldhof. Bekende bewoners waren de weduwe Molijn-de Groot en de arts J.S. van Loon (Zie ook Dokter van Loonweg).
- Nassaulaan -
- Nieuw-Amsterdamweg -
- Nijverheidsweg -
- Notaris Hoffmannweg -
- Notaris Meesterserf -
- Oenenburgweg - de Oenenburg is de naam van een oude boerderij. De wijk Oenenburg heeft haar naam aan die boerderij ontleend.
- Oogstweg -
- Oosteinderweg - Oosteinde was een oude buurtschap bij Nunspeet, nu onderdeel van de Nunspeetse bebouwde kom.
- Oosterlaan -
- Oranjelaan -
- Oude Eperweg -
- Oude Zeeweg -
- Paddestoelweg - aan de Paddestoelweg ligt de villa De Paddestoel
- Pangelerweg - langs de Pangelerbeek
- Paolalaan - Lid Belgische koningshuis. De weg ligt op de plek waar in de Eerste Wereldoorlog Vluchtoord Nunspeet stond
- Papaverweg -
- Parallelweg -
- Piersonstraat - staatsman Pierson
- Plakkewegje -
- Plesmanlaan - Albert Plesman, zo genoemd omdat aan deze weg een vakantiepark van KLM was gevestigd
- Potsgildewegje - het Onze Lieve-Vrouwe- of Armen-potsgilde in Harderwijk.[5]
- Prins Alexandererf -
- Prins Bernhardstraat - Bernhard van Lippe-Biesterfeld
- Prins Clausstraat -
- Prins Frederikstraat -
- Prins Hendrikerf -
- Prins Mauritserf -
- Prins Willemserf -
- Prinses Christinastraat -
- Prinses Irenestraat -
- Prinses Margrietstraat -
- Prinses Maxima-erf -
- Randmeerweg - weg naar het Randmeer
- Randweg -
- Ribesweg - Ribes (geslacht) (Ribes), een geslacht uit de ribesfamilie (Grossulariaceae)
- Rietenweg -
- Rode-Kruislaan - hier stond vroeger het gebouw van het Rode Kruis
- Schaepmanlaan -
- Schoolweg - aan deze weg stond de openbare basisschool van het dorp Nunspeet
- Schubertstraat - componist
- Schuurmanserf - historische naamsaanduiding van een boerderij die op deze locatie stond
- Secretaris van Marleplantsoen -
- Secretaris Boerhoutweg -
- Secretaris Mulderweg -
- Seringweg - sering, plantensoort
- Sibeliusstraat - Jean Sibelius, Fins componist, muziekpedagoog en dirigent.
- Smithstraat - de eerste burgemeester van de in 1972 zelfstandig geworden gemeente Nunspeet
- Spoorlaan -
- Stationslaan -
- Strausserf -
- Talhoutweg -
- Talmastraat -
- Thorbeckestraat -
- Treubstraat - Willem Treub, Nederlands liberaal econoom, politicus, hoogleraar aan de Gemeentelijke Universiteit van Amsterdam, en Minister van Landbouw, Nijverheid en Handel, en minister van Financiën.
- Troelstrastraat - Pieter Jelles Troelstra, politicus
- Uitleg -
- Van Goghstraat - Vincent van Gogh, kunstschilder
- Van Hallstraat -
- Van Karnebeekstraat - Van Karnebeek is een uit Vreden afkomstig geslacht waarvan leden sinds 1847 tot de Nederlandse adel behoren.
- Van Oordtstraat - burgemeester
- Veelhorsterlaan - Al in 1606 stond op de locatie van hoeve De Midden-Veelhorst, net buiten Nunspeet, een Herengoed. Muurankers met daarop het jaartal 1773 herinneren aan een verbouwing uit die tijd.
- Veldweg -
- Vennenpad - genoemd naar de aan deze weg gelegen vennen
- Verdiplantsoen - componist
- Vicarieweg -
- Vitringaweg - Campegius Vitringa (jurist) burgemeester en bewoner van de Grote Bunte
- Vivaldi-erf - componist
- Vlaanderenlaan - De weg ligt op de plek waar in de Eerste Wereldoorlog Vluchtoord Nunspeet stond
- Vlierweg - vlier (geslacht) (Sambucus), een geslacht van snelgroeiende heesters of kleine bomen
- Voskuilhoek -
- Vreeweg -
- Wagenweg -
- Waterweg -
- Westeinde - Westeinde was een oude buurtschap bij Nunspeet, nu onderdeel van de Nunspeetse bebouwde kom
- Westerlaan -
- Wethouder van Olstweg -
- Wezenland -
- Whemelaan - De wheme (ook weme, wheme, wheeme) is een gewestelijke benaming in Nederland voor de pastorie. De naam gaat terug op het Oudfriese wetheme en betekent kerkelijk bezit. In veel dorpen in Noord-Nederland staat in de buurt van de kerk een statig, groot huis waarop de naam Weem te lezen valt. Het huis behoort niet meer tot de kerkgoederen, maar de naam
- Wildelandweg -
- Wiltsangh -
- Winckelweg -
- Zeeweg - de weg naar de Zuiderzee
- Zoomweg - de Nunspeetse bosrand
- Zwolsewegje -

## Hulshorst
- Akkerweg - zijstraat van de Harderwijkerweg
- Bakkerspad -
- Beekweg -
- Brandsweg - De weg is een speciale verbinding tussen het natuurgebied Leuvenhorst en de doorgaande weg tussen Harderwijk en Nunspeet. De weg dient als een toeristische toevoerweg naar het Hulshorsterzand, dat een van de weinige grote zandverstuivingen is in heel Nederland. Omdat het Hulshorsterzand normaal gesproken niet te bereiken is, doordat het spoor en de A28 de toegang tot het Hulshorsterzand verspert, zijn er speciale oversteek wegen gemaakt om het Hulshorsterzand te ontsluiten voor de recreatie en het toerisme. Naast de Brandsweg zijn de Klarenweg en de Hierderweg ook wegen die het natuurgebied Leuvenhorst ontsluiten voor recreatie. Direct na het viaduct over de A28 loopt de weg dood bij een parkeerplaats, en gaat verder als zandpad richting Elspeet. Van hieruit zijn er diverse wandel-, fiets- en ruiterpaden die door de Leuvenhorst leiden.
- Bredeweg -
- Doornenkamp - zijstraat van de Zandhuisweg
- Essenburgweg -
- Harderwijkerweg - weg naar Harderwijk
- Hoefslag -
- Kapelweg -
- Killenbeekweg -
- Klarenweg - zijweg van de Oude Leuvenumseweg
- Kruisweg -
- Molenakker - zijstraat van de Kapelweg
- Onder de Bos -
- Op de Hagen -
- Oude Ermeloseweg - bij het viaduct over de A28 en de spoorlijn Amersfoort - Zwolle
- Oudeweg -
- Polenweg -
- Poppesweg - zijweg van de Harderwijkerweg
- Potbrummel - zijweg van de Harderwijkerweg
- Rijnvis - De weg Rijnvis begint aan de Harderwijkseweg ter hoogte van de Schotweg, loopt in de noordelijke richting en buigt later af in noordoostelijke richting naar de Vreeweg. Aan deze weg liggen de gronden die vroeger behoorden tot de landgoederen “Groot- en Klein Rhijnvis”, diverse schrijfwijzen werden gebruikt, in een oude koopakte wordt zelfs “Reinvisch” geschreven. In september van het jaar 1555 gaat Gerrit Rijnvis op oudere leeftijd naar de Rekenkamer in Arnhem om goedkeuring te vragen voor een transactie betreffende “het heeren vrijgoed genaemt Jutte of Gerrit Rijnvischgoet, onder de Clockenslach van Nunspeet”, zoals het bij deze gelegenheid wordt genoemd. Gerrit is oud geworden, ongeschikt tot de arbeid en is met Jan Matthijs overeengekomen dat deze hem als gebruiker van de hoeve zal opvolgen, zijn rechten en verplichtingen zal overnemen; hij heeft zich bovendien bereid verklaard aan Gerrit Rijnvisch en zijn vrouw Barbara, zolang een van beiden nog in leven is, uit het goed een lijfrente te betalen. De naam is dus al van omstreeks 1500 aan deze boerderij verbonden geweest, Jutte Rijnvis, hierboven genoemd, zal een zuster van Gerrit geweest zijn, zij wordt omstreeks 1527 nog genoemd.[6] In 1638 gaat dit goed over in handen van Gerrit Meijnten Hoolwerf, die het echter niet zelf gebruikte. Het goed blijft lange tijd in deze familie en wordt daarom ook dikwijls aangeduid als Hoolwerfsgoed.
- Schotweg -
- Varelseweg - Varel is een stad in de Duitse deelstaat Nedersaksen.
- Vuurkuilweg - in het verlengde van de Oudeweg richting Hessenweg
- Weversweg -
- Wiekslag - verbinding van de Kapelweg met het Bakkerspad
- Zandhuisweg -
- Zwarte Goor - veldnaam ten noorden van de Harderwijkerweg